# Thánh Peter Slivice
Tác phẩm điêu khắc Thánh Peter Slivice trước đây được trưng bày tại Nhà thờ Thánh Peter ở Slivice. Tổng giám mục Praha Jan của Jenštejn thành lập Nhà thờ vào năm 1362. Ngày nay tác phẩm này được trưng bày tại Phòng trưng bày Quốc gia Praha.

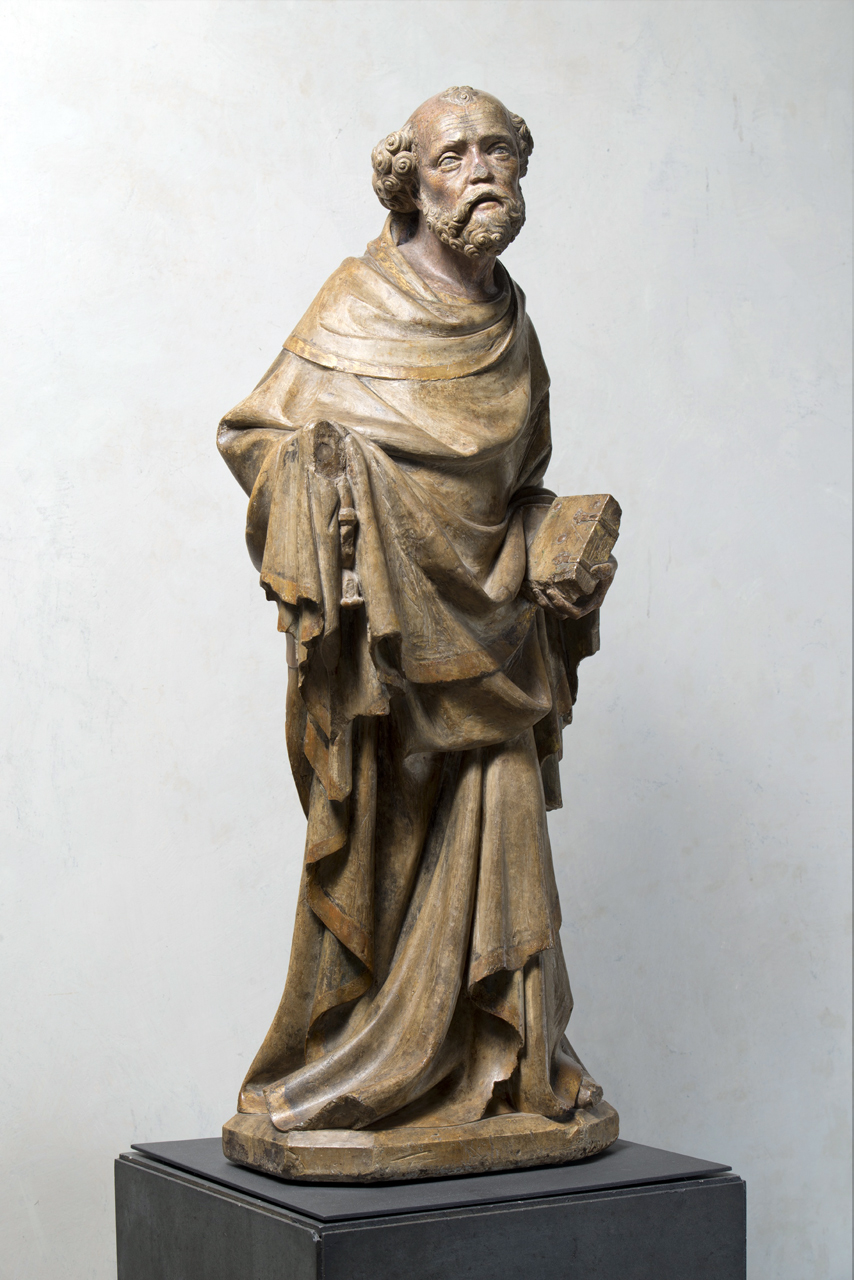
Sv. Petr ze Slivice, Národní galerie v Praze

## Mô tả tác phẩm điêu khắc
Tác phẩm điêu khắc có niên đại khoảng năm 1395. Với chiều cao 91,5 cm, tác phẩm được được chạm khắc trên đá vôi bùn và mang dấu vết đã từng mạ vàng. Hình ảnh Thánh Peter được thể hiện qua hình dáng khuôn mặt khắc khổ. Vô số các khía gỗ được sắp xếp tỉ mỉ, tạo nên các hõm ngang sâu và khía dọc của trang phục, làm che mất tỷ lệ cơ thể. Cách tả khuôn mặt rất tự nhiên, toát nên thần thái của một lão nhân. Các chi tiết của bàn tay tương phản với mái tóc, bộ râu được cách điệu thành những lọn xoắn. Vẻ cam chịu của Thánh Peter được thể hiện ngay trong tư thế của nhân vật. Tác phẩm điêu khắc này có nhiều điểm tương đồng với hình ảnh Thánh Bartholomew trong bức tranh Đức Mẹ giữa Thánh Batholomew và Margaret (c. 1400).
Tác phẩm điêu khắc của Thánh Peter đại diện cho nghệ thuật Gothic của Séc tại các cuộc triển lãm quốc tế ở Paris và Montreal. Đây là một ví dụ điển hình của phong cách Gothic Quốc tế vốn đặc trưng bởi tính căng thẳng giữa chủ nghĩa duy tâm và chủ nghĩa tự nhiên. Phong cách này có nguồn gốc từ xưởng vẽ Peter Parler tại Nhà thờ chính tòa Thánh Vitus. Xưởng vẽ này đã cho ra đời nhiều tượng bán thân trưng bày trong nhà thờ và tác phẩm điêu khắc Thánh Václav.
Chất liệu đặc trưng nhất của nền điêu khắc Praha vào cuối thế kỷ 14 và đầu thế kỷ 15 là đá vôi bùn, được khai thác tại các mỏ đá ở Núi Trắng và ở Přední Kopanina. Trong một thời gian ngắn sau khi khai thác, đá vôi bùn vẫn giữ được độ mềm và độ ẩm, cho phép các nghệ nhân gia công rất chi tiết bằng các công cụ chạm khắc. Vì vẻ đẹp cách điệu này, các tác phẩm điêu khắc theo phong cách Gothic Quốc tế ngày càng trở thành tâm điểm chỉ trích của những người cải cách nhà thờ trong thời kỳ trước khi Chiến tranh Hussite bùng nổ. Nhiều người đã trở thành nạn nhân của chủ nghĩa phá hủy biểu tượng.

### Tác phẩm liên quan
- Đức mẹ Plzeň
- Đức mẹ Krumlov
- Đức mẹ Halstatt
- Đức mẹ Šternberk
- Bia mộ của Peter Parler, Nhà thờ chính tòa Thánh Vitus
- Chầu các đạo sĩ, Nhà thờ chính tòa Thánh Stephen, Viên